# Ненад Вучковић
Ненад Вучковић (Прокупље, 23. август 1980) је бивши српски рукометаш. Играо је на позицији средњег бека.

## Каријера
Вучковић је рукометом почео да се бави у Прокупљу, потом је играо за Крушевац. Афирмацију је стекао у Црвеној звезди где је играо од 1999. до 2004. године и у својој последњој сезони је освојио дуплу круну. Од 2004. до 2008. године је играо у Француској за екипу Шамберија. Након тога одлази у Немачку где потписује за Мелсунген. У овом клубу је играо до 2017. године, а последњих неколико сезона је био и капитен тима. У лето 2017. године се вратио у српски рукомет и потписао уговор са екипом Војводине. Са новосадским клубом је освојио титулу првака Србије у сезони 2017/18. У лето 2018. године прелази у Динамо из Панчева. Три сезоне је био играч Динама након чега је завршио играчку каријеру.
Вучковић је прошао све репрезентативне селекције. Са сениорском репрезентацијом Србије је освојио сребрну медаљу на Европском првенству 2012. у Србији. Наступао је и на Олимпијским играма 2012. у Лондону, као и на још неколико европских и светских шампионата на којима национални тим није освојио медаље.

## Трофеји

### Црвена звезда
- Првенство СЦГ (1) : 2003/04.
- Куп СЦГ (1) : 2003/04.

### Војводина
- Првенство Србије (1) : 2017/18.